# Mornac-sur-Seudre
Mornac-sur-Seudre és un municipi francès situat al departament del Charente Marítim i a la regió de la Nova Aquitània. L'any 2007 tenia 737 habitants.

## Demografia

### Població
El 2007 la població de fet de Mornac-sur-Seudre era de 737 persones. Hi havia 321 famílies de les quals 96 eren unipersonals (46 homes vivint sols i 50 dones vivint soles), 100 parelles sense fills, 82 parelles amb fills i 43 famílies monoparentals amb fills.
La població ha evolucionat segons el següent gràfic:
Habitants censats

### Habitatges
El 2007 hi havia 449 habitatges, 334 eren l'habitatge principal de la família, 95 eren segones residències i 20 estaven desocupats. 403 eren cases i 45 eren apartaments. Dels 334 habitatges principals, 251 estaven ocupats pels seus propietaris, 76 estaven llogats i ocupats pels llogaters i 7 estaven cedits a títol gratuït; 8 tenien una cambra, 32 en tenien dues, 70 en tenien tres, 110 en tenien quatre i 113 en tenien cinc o més. 223 habitatges disposaven pel capbaix d'una plaça de pàrquing. A 176 habitatges hi havia un automòbil i a 126 n'hi havia dos o més.

### Piràmide de població
La piràmide de població per edats i sexe el 2009 era:
| Homes | Edats   | Dones |
| ----- | ------- | ----- |
| 0     | 95 o +  | 0     |
| 0     | 90 a 94 | 4     |
| 4     | 85 a 89 | 4     |
| 0     | 80 a 84 | 4     |
| 20    | 75 a 79 | 24    |
| 20    | 70 a 74 | 24    |
| 16    | 65 a 69 | 24    |
| 20    | 60 a 64 | 8     |
| 4     | 55 a 59 | 32    |
| 44    | 50 a 54 | 16    |
| 20    | 45 a 49 | 24    |
| 20    | 40 a 44 | 32    |
| 20    | 35 a 39 | 16    |
| 24    | 30 a 34 | 20    |
| 24    | 25 a 29 | 28    |
| 12    | 20 a 24 | 16    |
| 24    | 15 a 19 | 12    |
| 12    | 10 a 14 | 16    |
| 20    | 5 a 9   | 16    |
| 8     | 0 a 4   | 28    |

## Economia
El 2007 la població en edat de treballar era de 459 persones, 324 eren actives i 135 eren inactives. De les 324 persones actives 281 estaven ocupades (140 homes i 141 dones) i 43 estaven aturades (22 homes i 21 dones). De les 135 persones inactives 70 estaven jubilades, 28 estaven estudiant i 37 estaven classificades com a «altres inactius».

### Ingressos
El 2009 a Mornac-sur-Seudre hi havia 344 unitats fiscals que integraven 790 persones, la mediana anual d'ingressos fiscals per persona era de 15.809 €.

### Activitats econòmiques
Dels 48 establiments que hi havia el 2007, 2 eren d'empreses alimentàries, 3 d'empreses de fabricació d'altres productes industrials, 9 d'empreses de construcció, 13 d'empreses de comerç i reparació d'automòbils, 9 d'empreses d'hostatgeria i restauració, 1 d'una empresa d'informació i comunicació, 1 d'una empresa immobiliària, 5 d'empreses de serveis i 5 d'empreses classificades com a «altres activitats de serveis».
Dels 17 establiments de servei als particulars que hi havia el 2009, 2 eren paletes, 3 guixaires pintors, 2 fusteries, 1 lampisteria, 1 perruqueria i 8 restaurants.
Dels 4 establiments comercials que hi havia el 2009, 1 era una botiga de menys de 120 m², 1 una fleca i 2 botigues de roba.
L'any 2000 a Mornac-sur-Seudre hi havia 12 explotacions agrícoles que ocupaven un total de 328 hectàrees.

## Equipaments sanitaris i escolars
El 2009 hi havia una escola elemental.

## Poblacions properes
El següent diagrama mostra les poblacions més properes.